# 石牌镇 (怀宁县)
石牌镇，是中华人民共和国安徽省安庆市怀宁县下辖的一个乡镇级行政单位。
1999年，被列为安徽省中心建制镇，2000年被评为省重点中心镇，2004年被国家建设部、发改委等六部委授予“全国重点镇”。
2017年入选第二批中国特色小镇。2019年被评为中国文化百强镇。

## 历史名人
- 杨月楼（1844年－1890年），京剧演员，同光十三绝之一
- 程演生（1888年－1955年），现代教育家、考古学家，戏曲评论家，安徽大学校长
- 潘伯鹰 （1903年－1966年），现代书法家、诗人、小说家

## 地方名产
- 怀宁贡糕
- 怀宁贡面

## 行政区划
石牌镇下辖以下地区：
下街社区、龙头社区、潘段社区、城北社区、邵段村、杨段村、青圩村、彭星村、保湖村、普济村、永固村、庆洲村、万全村、同发村、皖河村、南保村、万明村、同福村、永裕村、五一村、广丰村和双一村。